# Motutoa Rapids
Der Motutoa Rapids sind Stromschnellen des Rangitaiki River im Kaingaroa Forest ostnordöstlich von Taupō in der Region Bay of Plenty auf der Nordinsel Neuseelands. Sie liegen direkt an einer Brückenquerung des Flusses.